# Erste Bank Open 2024
Erste Bank Open 2024 byl tenisový turnaj na mužském profesionálním okruhu ATP Tour, hraný v komplexu Wiener Stadthalle. Jubilejní padesátý ročník Vienna Open probíhal mezi 21. a 27. říjnem 2024 v rakouské metropoli Vídni na dvorcích s tvrdým povrchem Rebound Ace.
Turnaj dotovaný 2 626 045 eury patřil do kategorie ATP Tour 500. Nejvýše nasazeným singlistou se stal třetí tenista světa Alexander Zverev z Německa, kterého ve čtvrtfinále vyřadil Lorenzo Musetti. Jako poslední přímý účastník do dvouhry nastoupil španělský 64. hráč žebříčku Alejandro Davidovich Fokina. V důsledku invaze Ruska na Ukrajinu na konci února 2022 řídící organizace tenisu ATP, WTA a ITF s grandslamy rozhodly, že ruští a běloruští tenisté mohli dále na okruzích startovat, ale do odvolání nikoli pod vlajkami Ruska a Běloruska.
Na turnaji ukončil profesionální kariéru šampion Vienna Open 2019 Dominic Thiem z Rakouska, který ve Vídni odehrál třináct ročníků.
Druhý singlový titul na okruhu ATP Tour vybojoval 22letý Brit Jack Draper, který po skončení poprvé figuroval na 15. místě žebříčku. Čtyřhru ovládli Rakušané Alexander Erler s Lucasem Miedlerem. Ve Vídni navázali na triumf z roku 2022 a celkově získali sedmou párovou trofej.

## Rozdělení bodů a finančních odměn

### Rozdělení bodů
| Soutěž  | Soutěž      | vítězové | finalisté | semifinalisté | čtvrtfinalisté | 16 v kole | 32 v kole | Q  | Q2 | Q1 |
| ------- | ----------- | -------- | --------- | ------------- | -------------- | --------- | --------- | -- | -- | -- |
| dvouhra | [ 2 ] [ 7 ] | 500      | 330       | 200           | 100            | 25        | 0         | 25 | 13 | 0  |
| čtyřhra | [ 8 ] [ 9 ] | 500      | 300       | 180           | 90             | 0         | —         | 45 | 25 | 0  |

### Finanční odměny
| Soutěž                                | Soutěž      | vítězové  | finalisté | semifinalisté | čtvrtfinalisté | 16 v kole | 32 v kole | Q2      | Q1      |
| ------------------------------------- | ----------- | --------- | --------- | ------------- | -------------- | --------- | --------- | ------- | ------- |
| dvouhra                               | [ 2 ] [ 7 ] | 461 920 € | 248 540 € | 132 470 €     | 67 680 €       | 36 130 €  | 19 270 €  | 9 875 € | 5 540 € |
| čtyřhra                               | [ 8 ] [ 9 ] | 151 470 € | 80 930 €  | 40 950 €      | 20 470 €       | 10 600 €  | —         | —       | —       |
| částky ve čtyřhře jsou uvedeny na pár |             |           |           |               |                |           |           |         |         |

## Dvouhra

### Nasazení
| Stát                          | Hráč             | ATP | Nasazení |
| ----------------------------- | ---------------- | --- | -------- |
| Německo                       | Alexander Zverev | 3.  | 1.       |
| Austrálie                     | Alex de Minaur   | 9.  | 2.       |
| Bulharsko                     | Grigor Dimitrov  | 10. | 3.       |
| USA                           | Tommy Paul       | 13. | 4.       |
| USA                           | Frances Tiafoe   | 15. | 5.       |
| Itálie                        | Lorenzo Musetti  | 18. | 6.       |
| Spojené království            | Jack Draper      | 19. | 7.       |
| Austrálie                     | Alexei Popyrin   | 24. | 8.       |
| Žebříček ATP k 14. říjnu 2024 |                  |     |          |

### Jiné formy účasti na turnaji
Následující hráči obdrželi divokou kartu do hlavní soutěže:
- Kei Nišikori
- Joel Schwärzler
- Dominic Thiem

Následující hráči postoupili z kvalifikace:
- Quentin Halys
- Márton Fucsovics
- Jakub Menšík
- Thiago Seyboth Wild

### Odhlášení
před začátkem turnaje
- Taylor Fritz → nahradil jej  Marcos Giron
- Sebastian Korda → nahradil jej  Gaël Monfils
- Daniil Medveděv → nahradil jej  Alex Michelsen
- Jordan Thompson → nahradil jej  Fábián Marozsán

## Čtyřhra

### Nasazení
| Stát                                                                      | Hráč              | Stát               | Hráč            | ATP | Nasazení |
| ------------------------------------------------------------------------- | ----------------- | ------------------ | --------------- | --- | -------- |
| Salvador                                                                  | Marcelo Arévalo   | Chorvatsko         | Mate Pavić      | 7.  | 1.       |
| Indie                                                                     | Rohan Bopanna     | Austrálie          | Matthew Ebden   | 15. | 2.       |
| Finsko                                                                    | Harri Heliövaara  | Spojené království | Henry Patten    | 35. | 3.       |
| USA                                                                       | Nathaniel Lammons | USA                | Jackson Withrow | 40. | 4.       |
| Žebříček ATP k 14. říjnu 2024; číslo je součtem postavení obou členů páru |                   |                    |                 |     |          |

### Jiné formy účasti
Následující páry obdržely divokou kartu do hlavní soutěže:
- Alexander Erler /  Lucas Miedler
- Robin Haase /  Alexander Zverev

Následující pár postoupil do čtyřhry z kvalifikace:
- Lukáš Klein /  Jozef Kovalík

## Přehled finále

### Mužská dvouhra
- Jack Draper vs. Karen Chačanov, 6–4, 7–5

### Mužská čtyřhra
- Alexander Erler /  Lucas Miedler vs.  Neal Skupski /  Michael Venus, 4–6, 6–3, [10–1]